# Волков, Михаил Яковлевич
Михаил Яковлевич Волков (родился в начале 1670-х годов — умер 19 июня (30 июля) 1751 года, Москва) — российский военный и государственный деятель, сподвижник Петра I, генерал-аншеф (1741).

## Биография
Начал службу солдатом в «Семёновских потешных» Петра I в 1686/87 году, участвовал в Азовских походах (1695—96), был сержантом в роте под командованием Петра I.
С началом Северной войны сражался при Нарве (1700), с 1707 года — капитан лейб-гвардии Семёновского полка, в битве при Лесной (1708) ранен пулей в голову и шею. В Полтавской битве (1709) был уже майором лейб-гвардии Семёновского полка и командиром батальона. В этой же должности участвовал в несчастном Прутском походе (1711), где в очередной раз был ранен. Сразу после окончания антитурецкой кампании получил чин армейского бригадира (с сохранением должности майора лейб-гвардии).
В Гангутском сражении (1714) был среди командиров скампавей, определивших исход сражения и получил своё последнее фронтовое ранение; один их трёх офицеров, награжденный специальной золотой медалью.
В декабре 1717 года Пётр I назначил гвардии майора и бригадира Михаила Волкова руководителем («презусом») одной из «майорских» следственных канцелярий, разбиравших казённые злоупотребления. В 1718 году входил в состав Верховного суда, приговорившего царевича Алексея к смерти.
В 1720–25 и 1727 году неоднократно исполнял обязанности командира лейб-гвардии Семёновского полка, 1 января 1721 года получил чин армейского генерал-майора, 6 мая 1724 года произведен в подполковники лейб-гвардии Семёновского полка (фактически — командир лейб-гвардии полка).
С воцарением Екатерины I в числе первых 21 мая 1725 года сделан кавалером ордена Святого Александра Невского, с 1726 года — генерал-лейтенант.
При императоре Петре II вскоре после отстранения А. Д. Меншикова от власти М. Я. Волков в октябре 1727 года подал прошение об отставке и 20 ноября 1727 года уволен в отставку «за тяжкими его ранами и за многими службами». Однако уже в ноябре 1729 года снова призван на службу (теперь не военную) и возглавил следственную комиссию в Симбирской губернии, где столкнулись интересы Ромодановских и цесаревны Елизаветы Петровны.
После воцарения императрицы Анны Иоанновны (1730) возглавил Канцелярию сбора оставшихся за указными расходами денег (в официальном делопроизводстве эта канцелярия именовалась также «Канцелярия ведения генерала-поручика Волкова по сбору остаточных штатных сумм» и являлась, по сути, резервным казначейством России), а также Мастерскую и Оружейную палаты, Коллегию экономии и Раскольническую контору синодального ведомства.
22 сентября 1735 года Михаил Волков стал также членом Московской конторы Сената (Московской Сенатской конторы), что, по существу, приравняло его по статусу к сенатору. 27 мая 1741 года произведен в генерал-аншефы.
С воцарением Елизаветы Петровны в ноябре 1741 года впал в немилость и отстранен от всех занимаемых постов.